# 惠靈鎮區 (密蘇里州利文斯頓縣)
惠靈鎮區（英語：Wheeling Township）是位於美國密蘇里州利文斯頓縣的一個行政鎮區。

## 地方資料
惠靈鎮區的面積為85.71平方千米，當中陸地面積為84.77平方千米，而水域面積為0.94平方千米。根據2020年美國人口普查的數據，當地共有人口455人，而人口密度為每平方千米5.31人。